# Callianthe regnellii
Callianthe regnellii är en malvaväxtart som först beskrevs av Friedrich Anton Wilhelm Miquel, och fick sitt nu gällande namn av Donnell. Callianthe regnellii ingår i släktet Callianthe och familjen malvaväxter. Inga underarter finns listade i Catalogue of Life.